# DJ Khaled
Khaled Mohamed Khaled (arabul: خالد محمد خالد), művésznevén DJ Khaled (New Orleans, 1975. november 26. –) palesztin származású Grammy-díjas amerikai lemezlovas, zenei producer, rádiós személyiség és lemezkiadó-tulajdonos. Pályája elején a Terror Squad formáció tagja volt, később szólóelőadó, valamint neves előadók producere, rengeteg közismert hiphop-előadóval dolgozott már együtt. Több mint egy tucat saját stúdióalbuma is megjelent, valamint a mainstream zenei élet szervezésében is nagy jelentőséget tulajdonítanak neki. Közismert mély hangjáról, motivációs szövegeiről, valamint visszatérő szófordulatairól.
Felesége Nicole Tuck, két gyermekük van.

## Filmográfia
| Év   | Cím                                  | Szerep          | Megjegyzés                   |
| ---- | ------------------------------------ | --------------- | ---------------------------- |
| 2002 | Shottas                              | Richie haverja  | cameoszerep                  |
| 2017 | Tökéletes hang 3.                    | Önmaga          | magyar hangja Potocsny Andor |
| 2018 | The After Party                      | Önmaga          | Netflix film                 |
| 2019 | Kémesítve                            | Füles (hangja)  | magyar hangja Mészáros Máté  |
| 2020 | Justin Bieber: Seasons               | Önmaga          | 1 epizód                     |
| 2020 | Bad Boys – Mindörökké rosszfiúk      | Manny, a hentes | magyar hangja Vajda Milán    |
| 2020 | Tyler Perry bemutatja: Young Dylan-t | Önmaga          | 1 epizód                     |
| 2021 | Demi Lovato: Dancing with the Devil  | Önmaga          | cameoszerep 1 epizód         |
| 2024 | Bad Boys – Mindent vagy többet       | Manny, a hentes | magyar hangja Vajda Milán    |

## Diszkográfia

### Szóló stúdióalbumok
- Listennn... the Album (2006)
- We the Best (2007)
- We Global (2008)
- Victory (2010)
- We the Best Forever (2011)
- Kiss the Ring (2012)
- Suffering from Success (2013)
- I Changed a Lot (2015)
- Major Key (2016)
- Grateful (2017)
- Father of Asahd (2019)
- Khaled Khaled (2021)
- God Did (2022)
- Til Next Time (2024)